# Hjerneskadeforeningen
Hjerneskadeforeningen blev stiftet i 1985 og er en patientforening for hjerneskaderamte familier, det vil sige familier hvor et medlem er blevet ramt af en hjerneskade som følge af fx blodprop i hjernen, hjerneblødning, trafikuheld, drukne-, fald- eller arbejdsulykke, kvælning, OSAS, hypoxi, svulster eller sygdomme.
Hjerneskadeforeningen arbejder for oprette og fastholde kontakt mellem pårørende til mennesker med pludseligt opstået hjerneskade, og for at virke for, at de hjerneskadede og deres pårørende får den bedst mulige sociale støtte.
Foreningens arbejder ud fra mottoet: Liv der reddes – skal også leves.
Hendes Kongelige Højhed Kronprinsesse Mary er protektor for Hjerneskadeforeningen. Foreningens ambassadører er Lone Hertz, Sanne Salomonsen og Camilla Pedersen. Foreningens formand er Jette Sloth Flohr, og foreningens Direktør er Morten Lorenzen.
Hjerneskadeforeningens ungdomsafdeling hedder Hovedtropperne og er for unge mellem 16 og 35 år med en hjerneskade.
Hjerneskadeforeningens afdeling for hjerneskaderamte i den erhvervsaktive alder hedder Forum for Yngre Ramte.
Foreningen er medlem af Danske handicaporganisationer, Danske Patienter, International Brain Association (IBIA) og Brain Injured & Families European Confederation.
Foreningen har hovedsæde i Handicappens Hus i Taastrup.